# سونژا
سونژا (به لاتین: Sunzha) یک رود در روسیه است که در اوستیای شمالی-آلانیا واقع شده‌است.